# Kościół Wniebowzięcia Najświętszej Maryi Panny w Łubnicach
Kościół Wniebowzięcia Najświętszej Maryi Panny  – rzymskokatolicki kościół parafialny należący do dekanatu Bolesławiec diecezji kaliskiej.
Jest to świątynia wybudowana XV wieku, a następnie – w XVIII i XIX wieku była kilkakrotnie przebudowywana.
Jest to kościół murowany, składający się z jednej nawy, posiadający niższe prezbiterium zamknięte wielobocznie oraz czworokątną wieżę drewnianą z XVIII wieku nakrytą gontowym hełmem. Dach budowli jest zwieńczony barokową wieżyczką na sygnaturkę. Wnętrze świątyni posiada głównie wyposażenie w stylu barokowym z XVII wieku, m.in. ołtarze – główny i boczny z 2. połowy XVII stulecia. Cennym zabytkiem jest znajdujący się w głównym ołtarzu późnogotycki tryptyk z XVI wieku.
Na zewnątrz jest umieszczona tablica poświęcona 19 osobom poległym w latach 1939–1945.